# سمدهوه محمد
سمدهوه محمد مواليد 29 سبتمبر 1991 في المالديف، هو لاعب كرة قدم مالديفي، يلعب مع نادي مازيا كمدافع.

## البداية
بدأ سمدهوه اللعب في نادي الشباب حتى عام 2011، وكان قائد الفريق في موسم 2011. ثم غادره للانضمام إلى نادي مازيا في موسم 2012.

## المسيرة الدولية
كان سمدهوه أول من دُعي إلى المنتخب الوطني الرديف، من أجل الإعداد للتصفيات المؤهلة لكأس التحدي الآسيوي لعام 2012 في 2 مارس 2011، في سن التاسعة عشر من قبل المدرب أندريس كروسياني.
أول مشاركة دولية له كانت في مباراة ودية ضد منتخب سنغافورة في 7 يونيو 2011، ليحل محل اللاعب أكرم عبد الغني في الدقيقة 70 حيث خسرت المالديف في تلك المباراة 4-0.
وشارك مرة أخرى على المستوى الدولي في مباراة ودية ضد منتخب طاجيكستان في 12 مارس 2015، حيث نزل بديلا عن اللاعب شافيو أحمد في الدقيقة 74 في ملعب كرة القدم الوطني حيث خسرت المالديف في تلك المباراة 2-0 في 26 مارس 2015.